# Husn Banu Ghazanfar
Husn Banu Ghazanfar (Balkh, Afganistan, 1 de febrer de 1957) és una política afganesa, que ha estat ministra d'Afers de la Dona. A més de ser escriptora, poeta i oradora.

## Trajectòria
Husn Banu Ghazanfar, d'ètnia uzbeka, parla amb fluïdesa dari (persa), paixtu, uzbek, rus, i turc i anglés. Es graduà en secundària a l'escola Sultan Razia de Mazar-e-Sharif i es llicencià i doctorà en Literatura i Sociologia a Stavropol. Al voltant del 1983 col·labora amb la Facultat de Literatura de la Universitat de Kabul. Dos anys després, anà a Petersburg, Rússia, per a obtenir el doctorat en Filologia.
El 2003, fou nomenada directora de la Facultat de Lletres. Al juliol del 2006, Ghazanfar rep el vot de confiança de l'Assemblea Nacional d'Afganistan (Parlament) per a convertir-se en ministra d'Afers de la Dona des del juliol del 2006 fins al 2015. També ha treballat com a:
- Membre del Consell Superior del Ministeri d'Educació Superior,
- Membre de l'Associació Internacional de Dones d'Esperanto,
- Membre de l'Associació Internacional de Turk Zabanan,
- Membre de la Junta Directiva de l'Associació Hakim Nasir Khisro Balkhi.

Husn Banu Ghazanfar anuncià el 15 de febrer del 2011 que el seu ministeri planejava llevar el control dels refugis per a dones a Afganistan a diverses ong internacionals i lliurar-lo al ministeri. Més tard se'n retirà la demanda i es va constituir una comissió paritària sobre el tema.
Ha escrit articles científics i assaigs, publicats en periòdics nacionals i internacionals. També és poeta i traductora: el llibre Self Realization fou traduït per ella.
Les seues obres són: 
- La destinació humana.
- Depredacions en el segle XXI.
- Els secrets de la bellesa.
- Atracció.